# Ungdomsbilleder
|  | Denne artikel er oprettet af botten PalnaBot ud fra en ekstern database. Den kan derfor have sproglige fejl eller mangler. Denne skabelon kan fjernes efter kontrol af indholdet. |

Ungdomsbilleder er en film instrueret af Lars Johansson efter manuskript af Allan Berg.

## Handling
Fem unge i alderen femten til atten, med forskellig social baggrund, fortæller om det at være ung i en provinsby - om arbejde, skole, venner, drømme, kærlighed osv. Disse statements foregår for åbent kamera. De unge opleves på godt og ondt, med den generthed de har ved at skulle udtrykke deres visioner om livet.